# Hypena medionigra
Hypena medionigra är en fjärilsart som beskrevs av George Thomas Bethune-Baker 1908. Hypena medionigra ingår i släktet Hypena och familjen nattflyn. Inga underarter finns listade i Catalogue of Life.